# Naprepa pulcheria
Naprepa pulcheria är en fjärilsart som beskrevs av Druce 1895. Naprepa pulcheria ingår i släktet Naprepa och familjen silkesspinnare. Inga underarter finns listade i Catalogue of Life.